# Huckleberry Mountain Fire Lookout
Ne doit pas être confondu avec Huckleberry Fire Lookout.
Le Huckleberry Fire Lookout est une tour de guet du comté de Teton, dans le Wyoming, aux États-Unis. Protégée au sein de la forêt nationale de Bridger-Teton, cette tour haute d'environ 6,1 mètres a été construite en 1938 par le Civilian Conservation Corps. Elle est inscrite au Registre national des lieux historiques depuis le 8 juillet 1983.